# Mini-Cons
De Mini-Cons zijn een fictief ras van robots uit de Transformers-series. Mini-cons zijn (voor Transformers maatstaven) kleine robots (ongeveer zo groot als een mens), die kunnen veranderen in wapens en hulpmiddelen voor de grotere Transformers. Ze speelden de hoofdrol in Transformers: Armada, en kwamen verder voor in Transformers: Energon en Transformers: Cybertron.

## Fictieve geschiedenis
De Mini-Cons werden miljoenen jaren geleden gemaakt door Unicron. Nadat Unicron was verslagen door Omega Supreme, moest hij zich terugtrekken. Hij camoufleerde zich als de maan van de planeet Cybertron, en plantte enkele van zijn cellen in de planeet. Deze cellen groeiden uit tot Mini-Cons. De mensen Rad, Carlos en Alexis (die door de Mini-Cons vanuit de toekomst naar deze tijd waren gestuurd), waren getuige van deze “geboorte” van de Mini-Cons. Ze sloten vriendschap met een aantal, en zorgden ervoor dat de Mini-Cons een eigen persoonlijkheid en gevoelens gingen ontwikkelen.
Het was Unicrons doel om de Mini-Cons in te zetten als instrument om de Autobots en Decepticons in een oorlog te doen belanden, daar deze cirkel van haat Unicron kracht gaf. De Mini-Cons besloten dankzij hun ontwikkelde gevoelens echter de planeet te verlaten voordat de oorlog geheel zou escaleren. De autobots hielpen de Mini-Cons in een schip de planeet te verlaten. Het schip werd via een Transwarp portaal ver de ruimte ingestuurd, maar raakte door toedoen van de Decepticons beschadigd. Bij de Aarde brak het schip in twee stukken: een deel stortte neer op de maan en het andere op Aarde. De Mini-Cons werden hierbij verspreid over de aarde, elk in gedeactiveerde toestand.
In de jaren erop werden sommige Mini-Cons ontdekt door oude beschavingen waaronder die van Atlantis. Maar vanwege hun oorspronkelijke doel zorgden de Mini-Cons voor corruptie binnen Atlantis en de stad werd vernietigd.
In het jaar 2010 vonden Rad, Carlos en Alexis de grot met het voorste stuk van het Mini-Con schip. Ze heractiveerden het schip, en zonden zo per ongeluk een signaal naar Cybertron. Dit signaal leidde de Autobots en Decepticons naar de Aarde, en de zoektocht naar de Mini-Cons barstte los.
In de climax van Transformers: Armada kwam de waarheid over de Mini-Cons aan het licht, en werden ze gebruikt om Unicron weer tot leven te brengen. Rad was echter in staat de Mini-Cons los te laten breken van de controle die Unicron over hen had, en zo kon Unicron worden verslagen.
In de jaren erop werden de Mini-Cons minder belangrijk voor beide partijen daar de Decepticons en Autobots gedurende 10 jaar samenwerkten met de mensheid. In de series Transformers: Energon en Transformers: Cybertron speelden ze dan ook maar een bijrol.

## Vaardigheden
Mini-Cons zijn tot veel dingen in staat daar ze onderdeel zijn van Unicron, maar de meeste van hun vaardigheden werden pas laat in “Armada” onthuld. Ze kunnen wapens vormen, hun Transformer partners upgraden en beschikken over grote kracht en snelheid. Ze waren zelfs in staat Optimus Prime weer tot leven te brengen door een heel nieuw lichaam voor hem te maken.
In “Armada” konden Mini-Cons alleen spreken via elektronische geluiden. In “Cybertron” konden ze wel gewoon praten.

## Dreamwave strips
In de “Transformers: Armada” strips van Dreamwave kwamen de Mini-Cons ook voor. In deze strips waren ze wel in staat om te praten, en was hun afkomst onbekend. In de vervolgstrip, Transformers: Energon, kwamen op 1 na geen van de Mini-Cons meer voor.